# Genesis Nomad
La Genesis Nomad, también conocida como Sega Nomad o simplemente Nomad, es una consola portátil de Sega lanzada sólo en Norteamérica en octubre de 1995. Perteneciente a la quinta generación de videoconsolas, es la sucesora de la Game Gear y compitió contra la game.com de Tiger Electronics, la Game Boy Color de Nintendo y la Neo Geo Pocket de SNK. La Nomad es una variación portátil de la consola de Sega, la Sega Genesis —conocido como Mega Drive fuera de Norteamérica—. También podría usarse con un televisor a través de un puerto de video. Diseñada a partir de la Mega Jet, una versión portátil de la consola doméstica diseñada para usarse en vuelos de línea aérea en Japón. 
El Nomad fue la sucesora de la Sega Game Gear y la última consola portátil lanzada por Sega. Lanzado tarde en la era del Genesis, tuvo una vida útil corta, comprendida entre 1995 y 2000. Se vendió exclusivamente en América del Norte y utiliza el bloqueo regional NTSC. El enfoque de Sega en Sega Saturn dejó al Nomad con poco soporte y era incompatible con varios periféricos del Genesis, incluido el Power Base Converter, Sega CD y 32X, pero era compatible con juegos sin licencia y hasta piratas. Se vendieron alrededor de 1 millón de unidades y se considera un fracaso comercial pese al éxito que tuvo su antecesora Game Gear.

## Historia

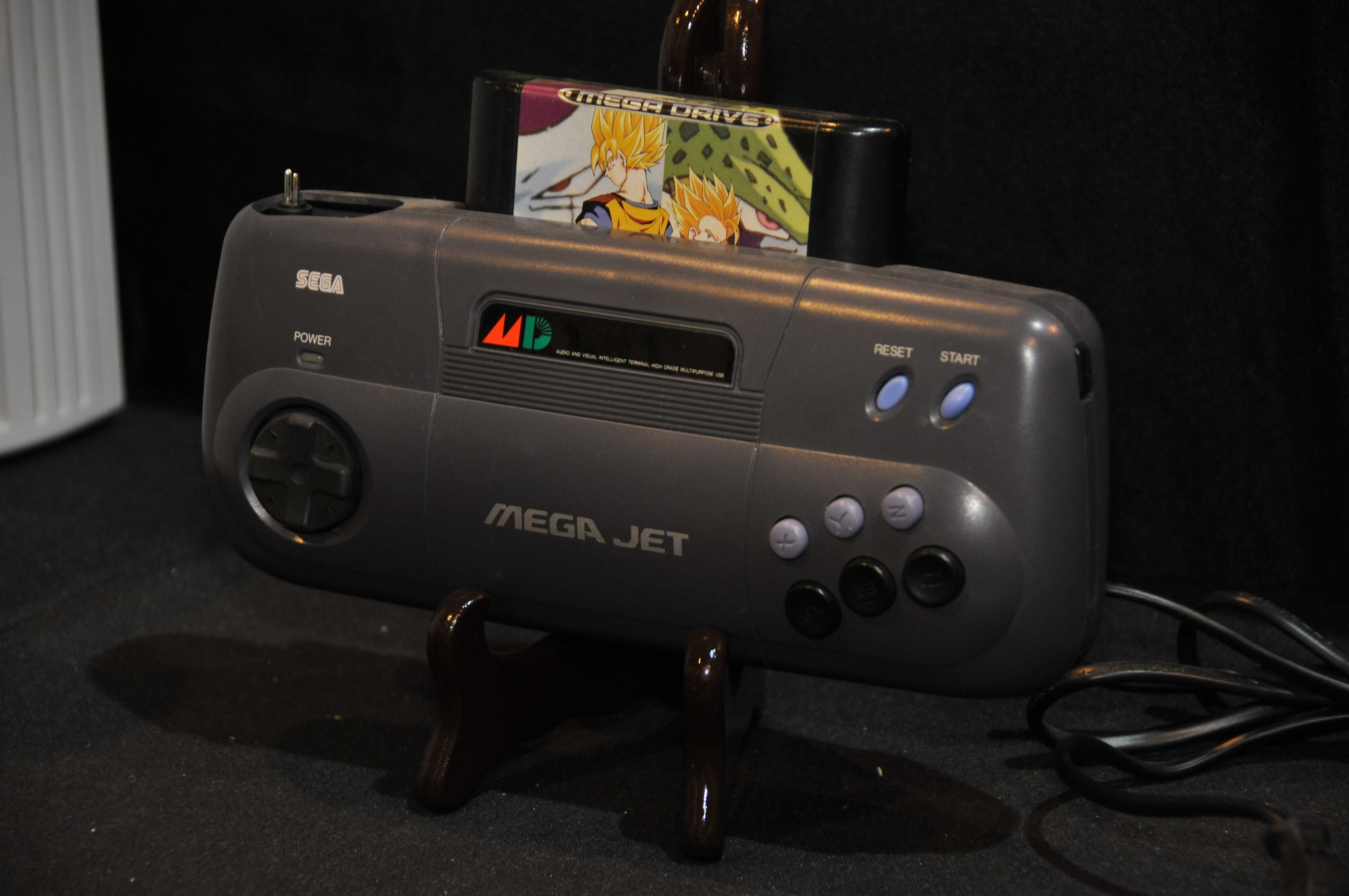
El Mega Jet, una Mega Drive portátil diseñada para aviones y automóviles, proporcionó la inspiración de diseño para la Genesis Nomad.

El Sega Genesis fue la entrada de Sega en la era de las consolas de videojuegos de 16 bits. En Japón, Sega lanzó el Mega Jet, una versión portátil del Mega Drive para usar en vuelos de Japan Airlines. El Mega Jet requiere una conexión a una pantalla de televisión y una fuente de energía, por lo que fuera de los vuelos de las aerolíneas solo se puede usar en automóviles equipados con un televisor y un receptáculo para encendedor de cigarrillos. En los aviones, el Mega Jet se conectaba a los monitores de los reposabrazos. Tuvo un lanzamiento limitado al consumidor en los grandes almacenes japoneses en 1994, pero no tuvo éxito.

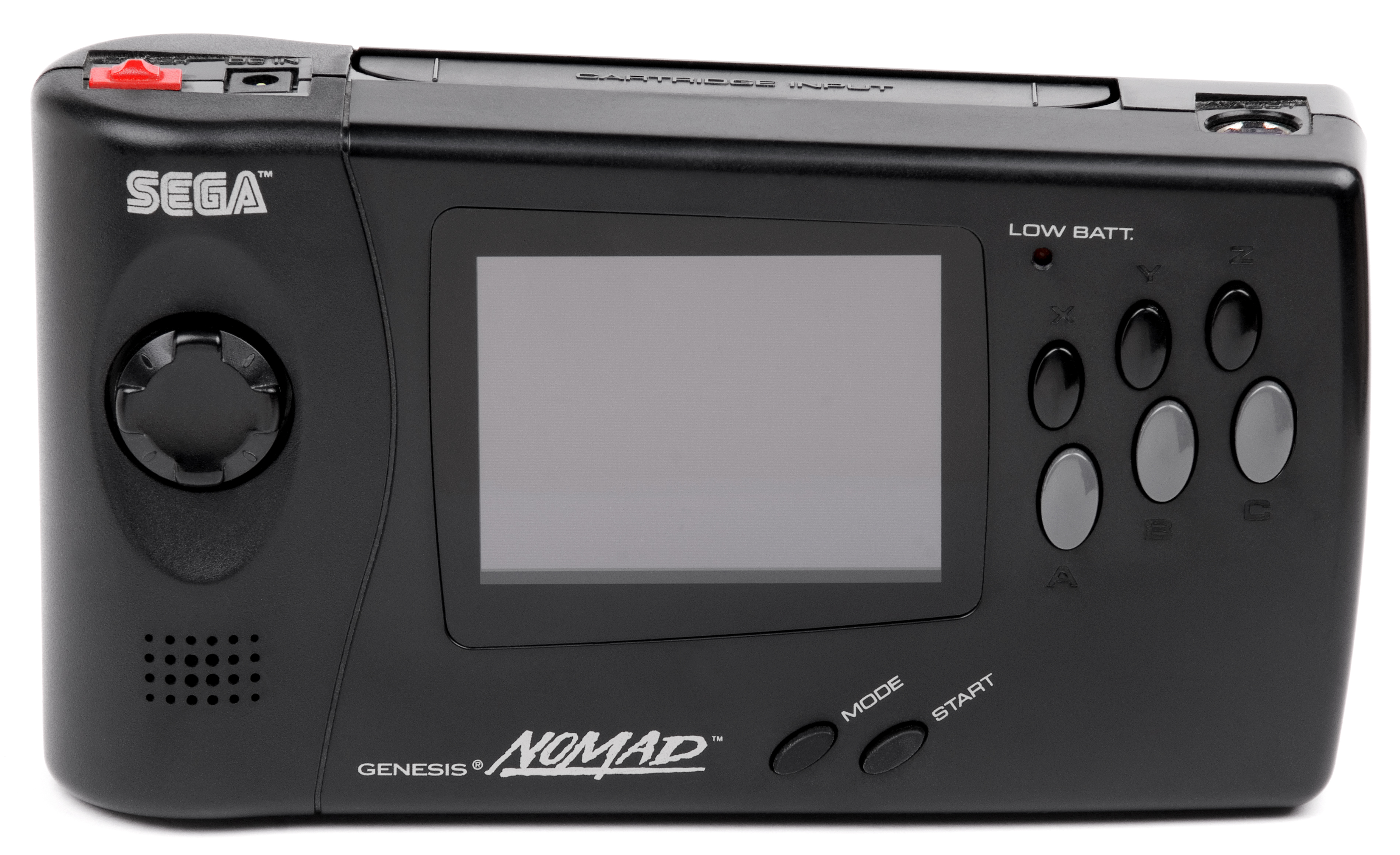
Una vista de adelante hacia arriba del Nomad, que muestra el interruptor de encendido rojo, el puerto de «entrada de CC», la entrada de cartuchos y un puerto de «salida de AV» para mostrar el Nomad en un monitor de TV

Al planear lanzar una nueva consola portátil para reemplazar a Game Gear, Sega originalmente tenía la intención de producir un sistema con una interfaz de pantalla táctil dos años antes que la computadora portátil Game.com de Tiger Electronics. Sin embargo, la tecnología de pantalla táctil era costosa en ese momento, por lo que Sega lanzó Genesis Nomad, una versión portátil de Genesis. El nombre en clave del desarrollo fue «Project Venus». Sega esperaba capitalizar la popularidad de Genesis en América del Norte. En ese momento, Genesis Nomad era la única consola portátil que podía conectarse a un televisor.
El Nomad se lanzó en octubre de 1995 solo en Norteamérica. El lanzamiento fue de cinco años en el lapso de mercado de la Genesis, con una biblioteca existente de más de 500 juegos de la consola. Si bien The Ooze de Sega Technical Institute se planeó originalmente como un juego de lanzamiento, no se incluyó. Según el exjefe de investigación y desarrollo de Sega of America, Joe Miller, el Nomad no estaba destinado a reemplazar al Game Gear, y Sega tenía pocos planes para la nueva computadora de mano. Sega admitía cinco consolas diferentes: Saturn, Genesis, Game Gear, Pico y Master System, así como los complementos Sega CD y 32X. En Japón, Mega Drive nunca había tenido éxito y Saturn tuvo más éxito que PlayStation de Sony, por lo que el director ejecutivo de Sega Enterprises, Hayao Nakayama, decidió centrarse en la Saturn, lo que resultó en el fin del soporte para los productos basados en Genesis. Además, la Game Boy, consola portátil de Nintendo que había sido dominante en el mercado, se volvió aún más dominante con el lanzamiento de Pokémon Rojo y Azul. Esto significó que el Nomad no tuvo éxito. Para 1999, el Nomad se vendía a menos de un tercio de su precio original.

## Especificaciones técnicas
Similar al Genesis y Mega Jet, la CPU principal del Nomad es una Motorola 68000. Al poseer capacidades similares de memoria, gráficos y sonido, la Nomad es casi idéntica a la consola de tamaño completo; la única variación es que es completamente autosuficiente. El Nomad tiene una pantalla LCD a color retroiluminada de 3,25 pulgadas en diagonal y una salida A/V que permite reproducir el Nomad en una pantalla de televisión. Los elementos de diseño de la computadora de mano se hicieron similares a los de Game Gear, pero incluyeron seis botones para una compatibilidad total con versiones posteriores de Genesis. También se incluyeron un interruptor de encendido rojo, un conector para auriculares, un dial de volumen y una entrada de controlador separada para juegos multijugador. El puerto del controlador funciona como jugador 2, por lo que los juegos de un solo jugador no se pueden jugar con un control de Genesis. El Nomad podría funcionar con un adaptador de CA, un cargador de batería conocido como Genesis Nomad PowerBack o seis baterías AA, que brindan una duración de batería de dos a tres horas.

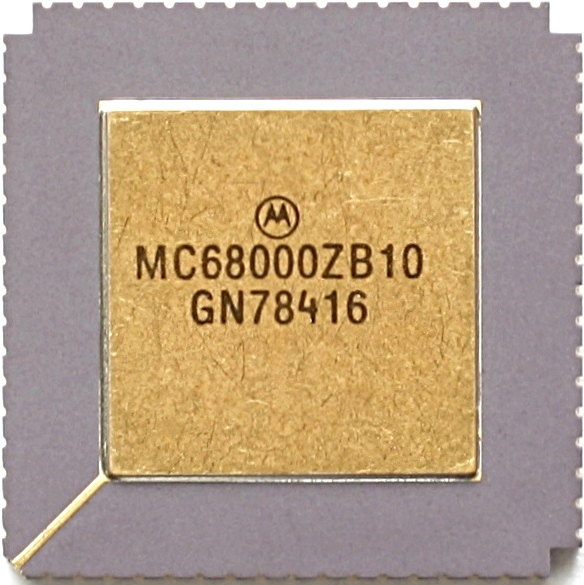
Una Motorola MC68000, similar al utilizado en el Genesis Nomad

El Nomad es totalmente compatible con varios periféricos de Genesis, incluidos Sega Activator, Team Play Adaptor, Mega Mouse y los complementos de red Sega Channel y XBAND. Sin embargo, Nomad no es compatible con el Power Base Converter, Sega CD o 32X. Esto significa que el Nomad solo puede reproducir juegos de Genesis, mientras que el la consola estándar también puede reproducir juegos de Master System, Sega CD y 32X con los respectivos complementos.

## Catálogo de juegos
El Nomad no tiene su propia biblioteca de juegos, sino que es compatible con juegos del Genesis. En el momento de su lanzamiento, el Nomad tenía más de 500 juegos disponibles para jugar. Sin embargo, no se incluyó ningún juego incluido. El Nomad puede reproducir juegos sin licencia, caseros y piratas creados para el Genesis. Algunos juegos anteriores de terceros tienen problemas de compatibilidad cuando se juegan en el Nomad, pero se pueden jugar con éxito mediante el uso de un Game Genie. Del mismo modo, debido a su falta de compatibilidad con cualquiera de los complementos de Genesis, no puede jugar ningún juego para Master System, Sega CD o 32X. El Nomad emplea dos métodos de bloqueo regionales diferentes, físico y de software, pero se han encontrado métodos para eludirlos.

## Recepción y legado
Al revisar el Nomad poco después del lanzamiento, Game Players consideró que el precio de US$179 era «un poco elevado», pero dijo que era el mejor sistema portátil del mercado y lo recomendó sobre el Genesis original, ya que podía jugar todos los mismos juegos en un formato portátil. En una revisión de fin de año de 1997, un equipo de cuatro editores de Electronic Gaming Monthly le dio a Nomad puntajes de 8.0, 6.5, 7.0 y 7.5. Elogiaron su soporte para toda la biblioteca de Genesis, pero criticaron el uso excesivo de la batería y señalaron que, a pesar de la reciente caída de precios, todavía era lo suficientemente caro como para desalentar a los consumidores interesados. Si bien generalmente elogiaron la visualización de la pantalla, comentaron que su pequeño tamaño dificulta jugar ciertos juegos. Sushi-X declaró al Nomad como el mejor sistema de juegos portátil del mercado en ese momento, mientras que sus tres co-revisores tenían más dudas, diciendo que tiene méritos pero que podría no ser una compra que valga la pena. Sin embargo, en su primera revisión de 1996, los revisores de Electronics Gaming Monthly notaron que la pantalla sufre de desenfoque de movimiento, particularmente durante el desplazamiento rápido.
Blake Snow de GamePro incluyó al Nomad en el quinto lugar de su lista de los «10 dispositivos portátiles peor vendidos de todos los tiempos», criticando su mal momento en el mercado, publicidad inadecuada y poca duración de la batería. Scott Alan Marriott de Allgame colocó más que simplemente el momento en las razones de la falta de ventas de Nomad, afirmando: «La razón del fracaso del Nomad puede haber sido una combinación de falta de tiempo, desconfianza de la empresa y el costo relativamente alto de la máquina. Los propietarios de Genesis eran demasiado asustadizos para invertir en otro sistema de 16 bits». Stuart Hunt de Retro Gamer, sin embargo, elogió al Nomad y dijo en una retrospectiva era «el primer verdadero sistema de 16 bits» y lo declaró la mejor variante del Genesis. Señaló la capacidad de colección del Nomad, debido a su baja producción, y afirmó: «Si Sega se hubiera dado cuenta del concepto del Nomad antes del Mega Drive 2, y lo hubiera lanzado como un verdadero sucesor del Mega Drive ... entonces tal vez Sega pudo haber tenido éxito en su objetivo original de prolongar la vida útil de Mega Drive en los EE. UU.».